# Paolo Bonomi (politico 1861)
Paolo Bonomi (Bergamo, 20 luglio 1861 – Bergamo, 23 gennaio 1928) è stato un politico e avvocato italiano.

## Biografia
Figura di spicco del movimento cattolico bergamasco a cavallo tra il XIX e il XX secolo, “favorì una dilatazione dell’intesa clericomoderata sul terreno economico e previdenziale, attraverso un’egemonia politica cattolica capace di coniugare rappresentanza del capitale nelle istituzioni, estensione del welfare state e nuove forme di tutela del lavoro”
Nel 1904 ottenne da Pio X la revoca del Non expedit. Fu grazie ad essa, e agli accordi presi dal Bonomi con Tommaso Tittoni, che i cattolici italiani poterono iniziare a presentarsi alle elezioni politiche in Italia.
Deputato del Regno d'Italia dal 1913 al 1921, fu poi Sindaco di Bergamo dal 1921 e fino a quando, nel 1923, gli aderenti al Partito Popolare determinarono lo scioglimento del Consiglio comunale dopo "le pesanti ingerenze dei fascisti nella vita politica locale, ingerenze che fecero loro capire che ormai «… non c’era più la certezza di poter assolvere il proprio mandato con dignità e con la necessaria libertà di azione…» (come dichiarò il sindaco, Paolo Bonomi)".
Esperto in diritto delle acque e consulente delle maggiori imprese bergamasche, fu promotore nel 1891 della costituzione della Banca Piccolo Credito Bergamasco, poi Credito Bergamasco, di cui stese lo statuto e divenne consigliere, probo-viro, e in seguito presidente; fu anche presidente della Società Bergamasca Autovie (che costruì il primo tratto dell'Autostrada A4 Milano-Bergamo), della Banca Bergamasca Depositi e Conti Correnti e della Società Elettrica delle Alte Valli Bergamasche; fu vicepresidente delle Cartiere Paolo Pigna e consigliere delle Fabbriche Riunite Bottoni Giovanni Finazzi, del Cotonificio di Bergamo, del Cotonificio e Lanificio Oetiker, delle Terme Bergamasche e della Gregorini di Lovere.
Diede un forte impulso alla realizzazione del nuovo Centro Piacentiniano nella città bassa di Bergamo.

## Onorificenze
Cavaliere della Corona nel 1897
Cavaliere dell’Ordine dei SS. Maurizio e Lazzaro nel 1901
Ufficiale dell’Ordine della Corona nel 1906

## Vita privata
Figlio primogenito dell'avvocato Giuseppe Maria Bonomi e di Laura Riccardi, sposa nel 1891 Bianca Martinengo di Villagana e Villachiara Palatino Chizzola (Brescia 1864-Bergamo 1950). Muore a Bergamo nel Palazzo Bonomi già Casotti Albani in via Pignolo n. 70.